# Suçuarana-dos-andes
A suçuarana dos Andes (Puma concolor puma) é um felino encontrado em todo o Chile, exceto no deserto do Atacama. Apesar do tamanho, ela está mais próxima aos gatos-domésticos. É conhecida localmente como león montañoso.